# L'ultima casa a sinistra (film 2009)
L'ultima casa a sinistra (The Last House on the Left) è un film del 2009 diretto da Dennis Iliadis, remake dell'omonimo film diretto da Wes Craven nel 1972.

## Trama
Krug Stillo, un criminale violento e psicopatico, riesce a scampare alla galera grazie all'aiuto della sua fidanzata Sadie e del fratello Francis, che speronano l'auto degli agenti di custodia che lo stavano scortando in prigione e successivamente li uccidono in modo brutale. 
La scena si sposta poi sulla famiglia Collingwood, composta da John, un chirurgo, dalla moglie Emma e dalla loro figlia adolescente Mari, appassionata nuotatrice. Essendo estate e bisognosi tutti di una vacanza, i Collingwood si recano alla propria casa sul lago, che si trova in una zona isolata e tranquilla. La ragazza ne approfitta per andare a trovare l'amica Paige, che non vede da tanto tempo e che lavora come commessa in un market della vicina città. Al negozio, le due giovani conoscono Justin, un loro coetaneo che gli offre della marijuana in cambio di un pacchetto di sigarette, non potendole acquistare in quanto minorenne. Le due amiche accettano e lo stesso pomeriggio, essendo state invitate da Justin a passare a prendere la roba presso il motel dove alloggia, si recano sul posto. Proprio mentre tutto sembra andare per il meglio, tornano i parenti del ragazzo, che si rivelano essere proprio Krug (suo padre), Francis (suo zio) e Sadie.
In un attimo, l'allegro pomeriggio prende una brutta piega: difatti, dopo essersi fatti presentare Mari e Paige, Krug dice al figlio che la notizia della sua evasione e dell'uccisione dei due agenti è sulla prima pagina del quotidiano locale e che devono andarsene subito. Per non rischiare di avere testimoni, la banda decide di portare con sé le due amiche, lasciando la città con l'auto che Mari aveva preso in prestito dai genitori. Poco dopo, mentre stanno allontanandosi dalla città assieme ai criminali, nel tentativo di scappare, Mari colpisce al volto Sadie con l'accendisigari dell'auto. Ne nasce una colluttazione durante la quale Krug perde il controllo della vettura e finisce fuori strada. Francis si rompe il naso e, nel caos che segue, Paige riesce a scappare, venendo però presto ripresa e riportata in mezzo alla boscaglia dove si trovano da Sadie e Francis. Krug, notando l'autocontrollo di Mari nonostante la situazione, cerca di costringere il figlio a stuprare la ragazza. Al rifiuto di questi, viene insultato da Paige, disgustata dalla scena. L'uomo, furibondo, uccide la ragazza con un coltello sotto gli occhi sconvolti dell'amica Mari, dopodiché violenta selvaggiamente quest'ultima. Poco dopo, Mari, facendosi forza e approfittando di un momento di distrazione dei criminali, colpisce Krug con un sasso e scappa verso il lago, riuscendo a tuffarsi e a prendere il largo nuotando velocemente. Rincorsa dai malviventi, Krug le spara più volte dalla riva, riuscendo infine a colpirla alla spalla e lasciandola esanime.
Convinti di averla uccisa, i criminali riprendono la fuga, ma il successivo scoppio di un violento temporale li costringe a cercare riparo nelle vicinanze. Camminando fra la boscaglia, i quattro notano alla fine la casa dei coniugi Collingwood e si presentano alla loro porta facendosi passare per campeggiatori in difficoltà. John ed Emma, del tutto ignari di quanto accaduto alla figlia e alla sua amica Paige, li accolgono con molta cortesia e li invitano a passare la notte nell'adiacente casetta per gli ospiti, per poter così andarsene il mattino seguente. Successivamente, Justin, visibilmente sconvolto dagli eventi della giornata, nota una foto di Mari appesa al frigorifero in cucina. Realizzando perciò chi sono i Collingwood, lascia loro intenzionalmente, vicino al lavabo, una collanina persa da Mari durante lo stupro, regalatagli dal fratello morto l'anno prima. Poco dopo, quando gli ospiti si sono ormai coricati, John ed Emma sentono dei rumori provenire dal portico della casa. Usciti a controllare trovano Mari, sopravvissuta allo sparo ma in condizioni critiche. John, grazie a dei mezzi di fortuna, riesce a curarla, ma ben presto si accorge anche della violenza subita dalla figlia e gli risulta evidente che la stessa ha bisogno di essere portata all'ospedale. Frattanto, la moglie Emma trova la collanina lasciata da Justin in cucina e, avvertito il marito, comprendono di aver dato ospitalità ai seviziatori della figlia. Sconvolti e furibondi, i due decidono di vendicarsi.
La prima vittima è Francis: questi difatti, poco dopo, si presenta in cucina, mentre Emma si sta armando di un coltello, dicendole di non riuscire a dormire per colpa del temporale. Nello stesso tempo, convinto che la donna abbia un interesse per lui, cerca di abbordarla. Quando vede che Emma risponde alle sue avance proponendogli di bere del vino e di fare un idromassaggio assieme, Francis si allontana euforico per raggiungere il bagno. Dovendo passare per il salotto, però, vede Mari adagiata sul tavolo e capisce chi sono i Collingwood, ma è troppo tardi: John ed Emma lo aggrediscono alle spalle e, dopo averlo torturato infilandogli un braccio nel tritarifiuti, lo uccidono conficcandogli un martello nel cranio. La coppia si reca poi nell'adiacente casetta per gli ospiti per eliminare anche Krug e Sadie. Dopo averli sorpresi nel sonno, Emma uccide la donna sparandole con la pistola di Krug, che Justin aveva prontamente sottratto al padre. Nel trambusto che segue, Krug riesce a scappare e a nascondersi nella casa principale. John gli dà la caccia, riuscendo infine a farlo uscire allo scoperto. Fra i due uomini ne nasce una lotta all'ultimo sangue, ma proprio mentre John sembra avere la peggio, arrivano in suo soccorso Emma e Justin. Krug viene così messo temporaneamente fuori combattimento ed infine, per completare la sua vendetta per aver stuprato sua figlia Mari, John paralizza il criminale dal collo in giù recidendogli il midollo spinale con un taglierino, dopodiché gli infila la testa in un forno a microonde acceso, facendogliela esplodere a morte. Ucciso Krug, la famiglia Collingwood, assieme a Justin, unico sopravvissuto degli Stillo, lasciano l'abitazione sul motoscafo, prendendo il largo sul lago.

## Distribuzione
Il film è stato distribuito nelle sale statunitensi dalla Rogue Pictures a partire dal 13 marzo 2009. In Italia l'uscita, inizialmente prevista per il 14 agosto 2009, è stata improvvisamente annullata per motivi di opportunità (la possibile assegnazione da parte della censura di un divieto ai minori di 18 anni), venendo quindi distribuito direttamente in DVD e Blu-ray dalla Universal Pictures a partire dal 15 dicembre 2009.

## Riconoscimenti
- 2009 - Festival internazionale del cinema fantastico di Bruxelles
  - Corvo d'Argento per la regia